# Chipre en los Juegos Olímpicos de Atlanta 1996
Chipre estuvo representado en los Juegos Olímpicos de Atlanta 1996 por un total de 17 deportistas que compitieron en 5 deportes.  
El portador de la bandera en la ceremonia de apertura fue el atleta Anninos Markullidis. El equipo olímpico chipriota no obtuvo ninguna medalla en estos Juegos.